# بیشوفزوردا
شهر بیشوفزوردا در ایالت زاکسن در کشور آلمان واقع شده است.

## نگارخانه

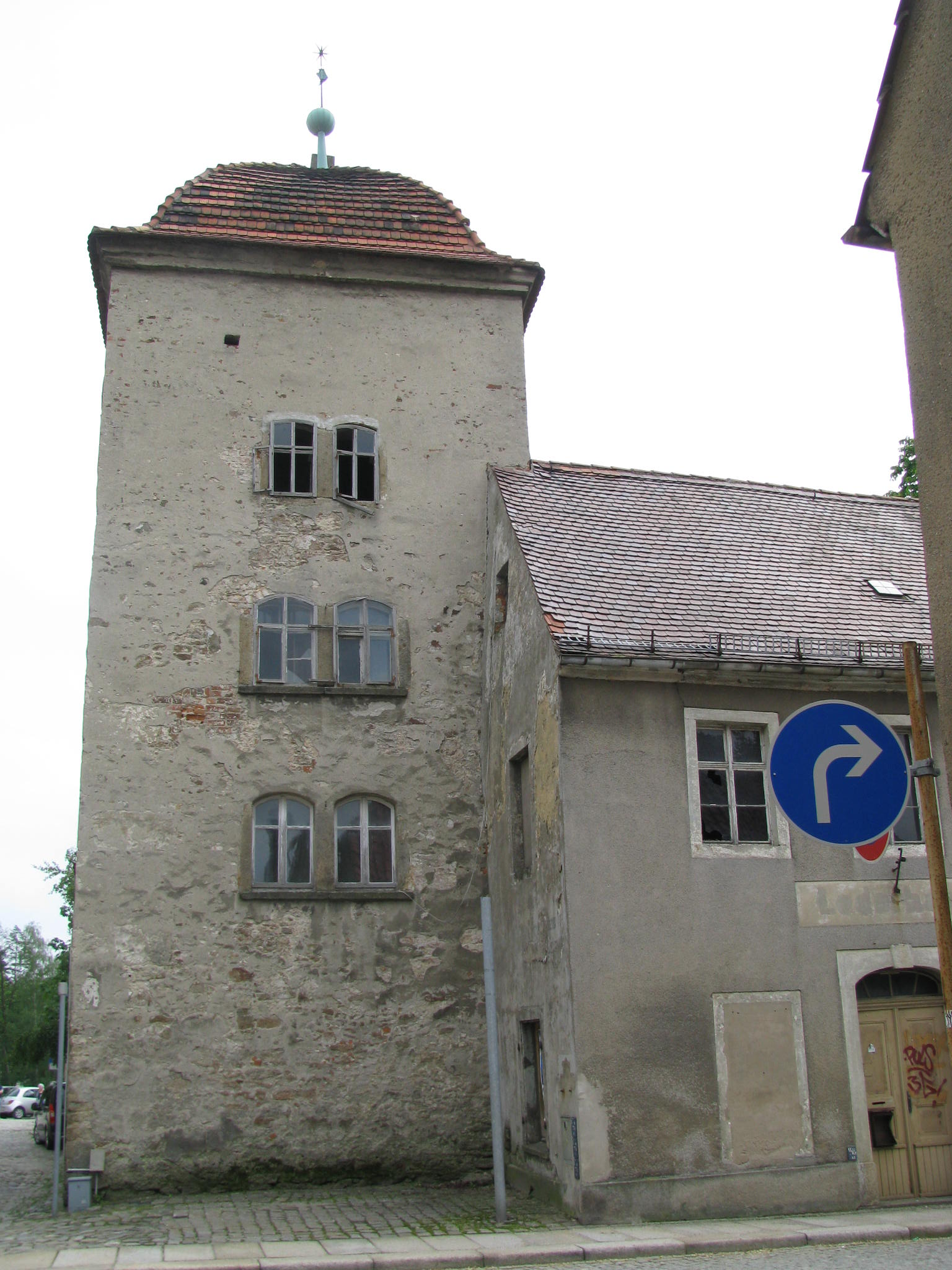
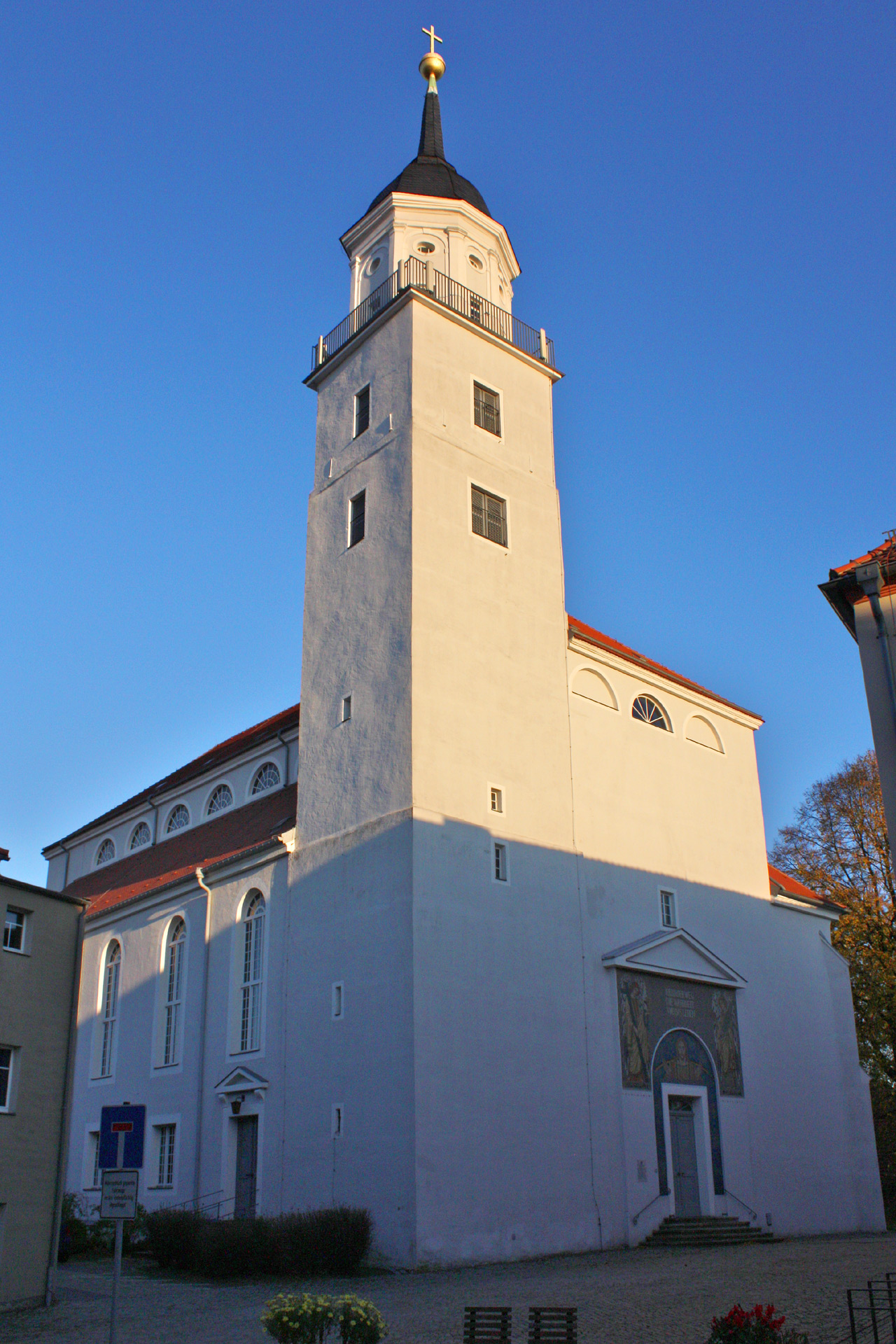
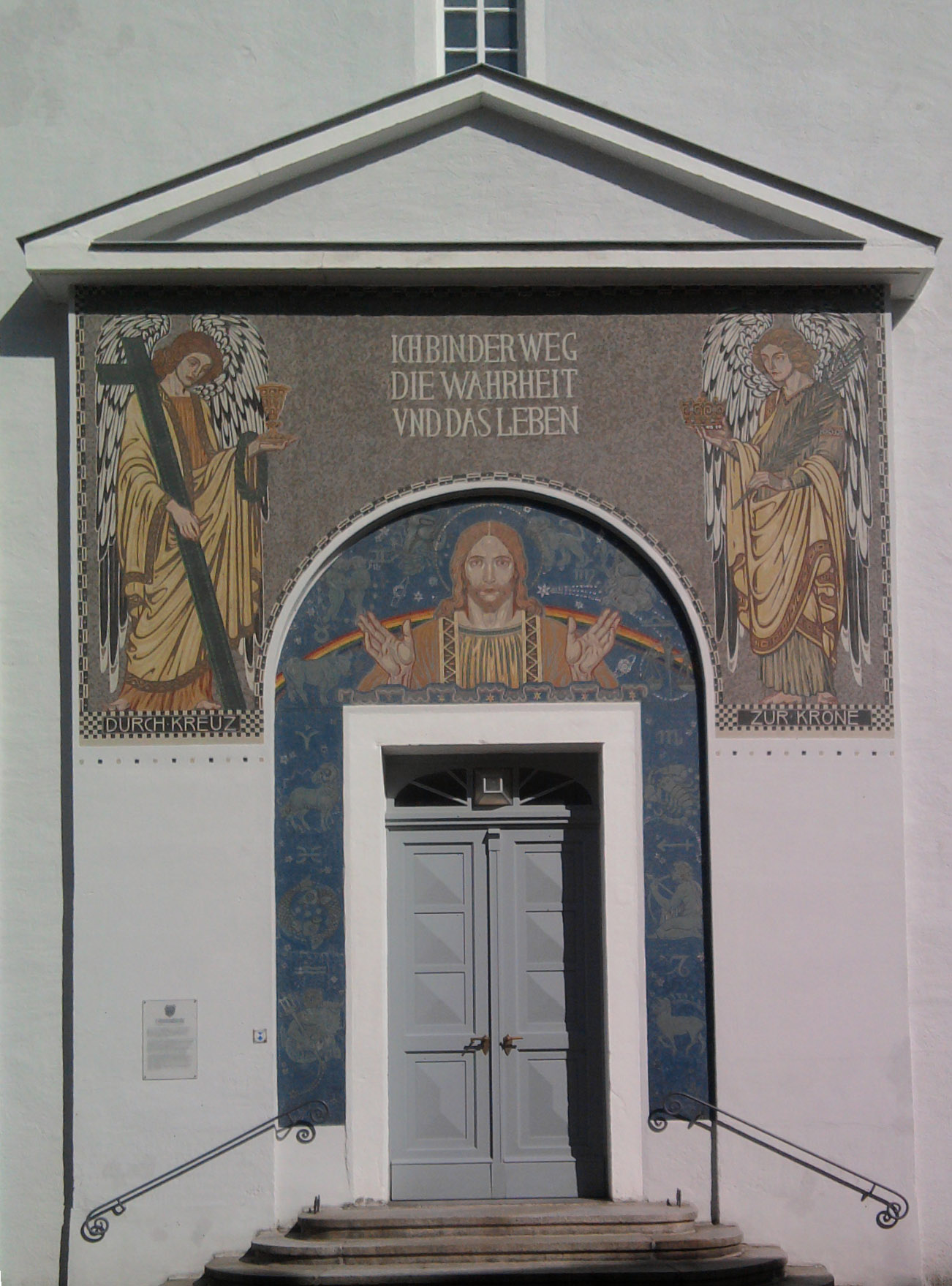
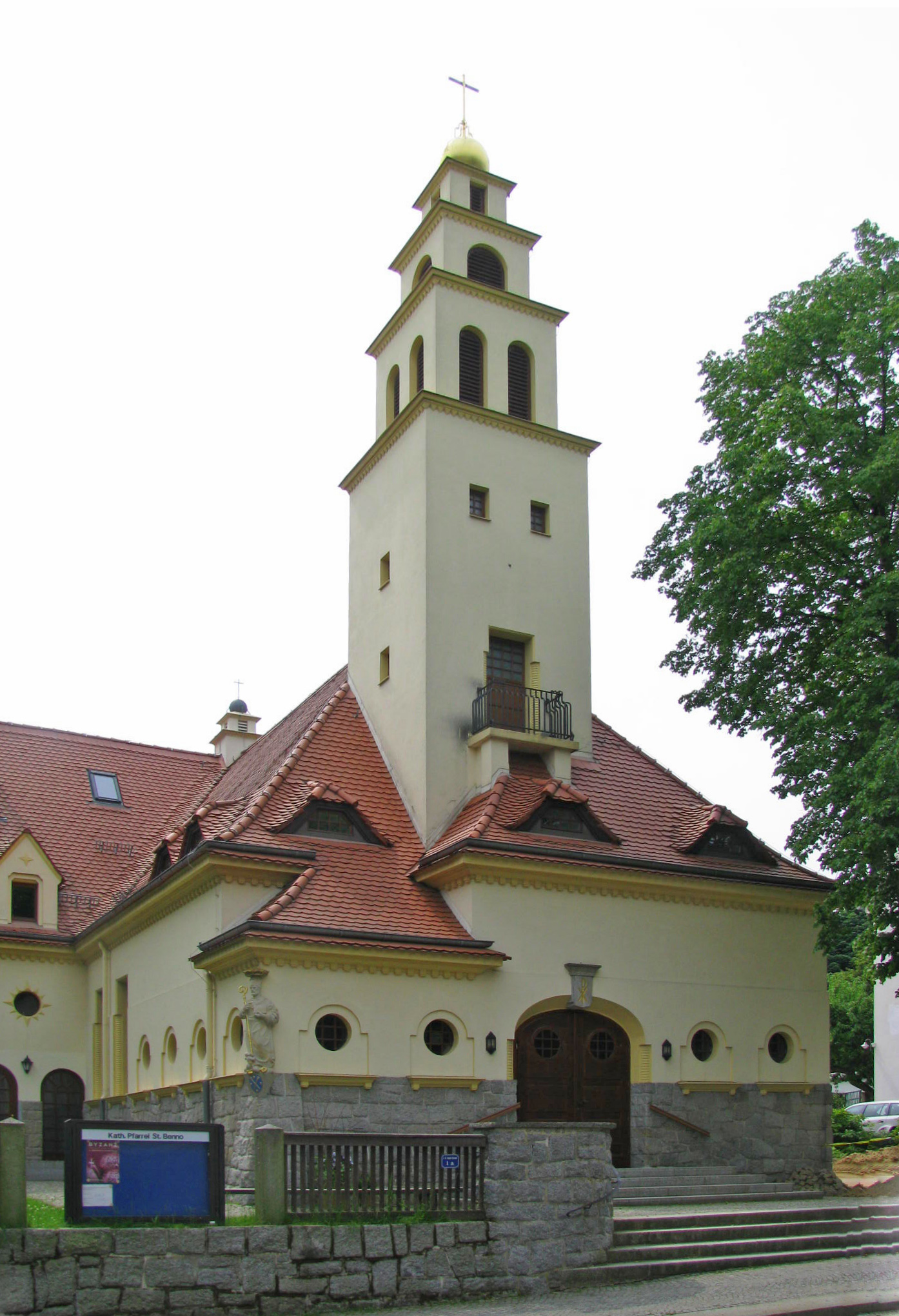